# Ensaio das Maravilhas
"Ensaio das Maravilhas" (estilizada em letras maiúsculas) é uma canção do DJ e cantor brasileiro Pedro Sampaio com a cantora Thaysa Maravilha. A canção foi lançada para download digital e streaming através da Warner Music Brasil em 13 de fevereiro de 2023. O videoclipe foi lançado um dia após do lançamento da canção nas plataformas digitais.

## Lançamento e promoção
Sampaio lançou a música "Ensaio das Maravilhas" em parceria com Thaysa Maravilha, ex-integrante do icônico grupo feminino de funk Bonde das Maravilhas. A faixa foi disponibilizada nas plataformas de áudio na madrugada, após pressão dos fãs pelo lançamento oficial. O videoclipe estreou um dia antes da faixa nas plataformas digitais. Samapio tinha a intenção de tocar a faixa apenas em seus shows, e lançou uma prévia em suas redes sociais. Em uma entrevista ao portal POPline, ele contou que o videoclipe foi produzido e gravado em menos de uma semana. Trazendo a batida do funk carioca do início dos anos 2000. "Ensaio das Maravilhas" foi lançada para download digital e streaming em 13 de fevereiro de 2023.

## Videoclipe
O videoclipe foi gravado em um paredão de cimento e conta com a participação de Kethy Maravilha, outra ex-integrante do grupo de funk carioca. Com coreografia de Bella Fernandes, as dançarinas vestem roupas que remetem aos bailes funk do começo do século, com shorts jeans curtos, tênis e tops coloridos. A filmagem ficou por conta de Jhuan Martins.

## Faixas e formatos
| Download digital / streaming |                         |         |  |
| N.º                          | Título                  | Duração |  |
| 1.                           | "Ensaio das Maravilhas" | 2:56    |  |

## Histórico de lançamento
| Região | Data                    | Formato(s)                 | Gravadora(s) | Ref.  |
| ------ | ----------------------- | -------------------------- | ------------ | ----- |
| Várias | 13 de fevereiro de 2023 | Download digital streaming | Warner Music | [ 7 ] |